# Aja jezici
Aja jezici, malena podskupina gbe jezika, šira skupina left bank jezici, nigersko-kongoanska porodica, koja je raširena na području Benina i susjednom Togou i Nigeriji. 
Prema starijoj kalsifikaciji obuhvaćala je 8 jezika, od kojih su dva izgubila status seto itoli, koji se danas vode kao dijalekti jezika gun. 
Predstavnici su: aja [ajg] (Benin i Togo), 512.000; ayizo gbe [ayb] (Benin), 227.000 (2006).; defi gbe [gbh] (Benin), 13.500 (2002 SIL); tofin gbe [tfi] (Benin), 66.000 (2006); weme gbe [wem] (Benin), 60.000 (Vanderaa 1991); i gun [guw] (Benin i Nigerija), 579.000.

## Vanjske poveznice
- Ethnologue (14th)
- Ethnologue (15th)